# Physogyne
Physogyne é um género botânico pertencente à família das orquídeas (Orchidaceae). Não há consenso sobre a aceitação deste gênero. De suas três espécies, duas foram atribuídas a outros gêneros por diferentes taxonomistas. Ainda não há informações moleculares sobre suas espécies. Por enquanto vem aqui incluídas como foi proposto por Garay ao estabelecer este gênero.

## Espécies
1. Physogyne garayana R.González & Szlach., Fragm. Florist. Geobot. 40: 767 (1995).
2. Physogyne gonzalezii (L.O.Williams) Garay, Bot. Mus. Leafl. 28: 347 (1980 publ. 1982).
3. Physogyne sparsiflora (C.Schweinf.) Garay, Bot. Mus. Leafl. 28: 347 (1980 publ. 1982).